# Линарес
Линарес (шп. Linares) град је у Шпанији у аутономној заједници Андалузија у покрајини Хаен. Према процени из 2008. у граду је живело 61.340 становника.

## Становништво
Према процени, у граду је 2008. живело 61.340 становника.
| 1991.  | 2001.  |
| ------ | ------ |
| 59.249 | 57.578 |

## Градови побратими
- Линарес
- Линарес
- Линарес
- Томашов Мазовјецки
- Кастр